# Der er en grænse
Der er en grænse er en dansk ungsomsfilm fra 1993, der er instrueret af Jacob Duus, Lars Reinholdt, Martin Sorgenfrei, Martin Bønsvig Wehding og Kristian Ørnsholt.

## Handling
En film om danskheden, tolerance og om sønderjydernes syn på naboerne. En film om fremmedhad og skjulte fordomme. En film til unge af unge.